# 제이아워
제이아워(J-Hour, 본명: 천지환, 1982년 7월 28일 ~ )는 대한민국의 래퍼 겸 작사,작곡가 및 음악 프로듀서이다. 부산광역시에서 출생하였다.
2004년, 온라인 음원 사이트 밀림에 "천지"라는 예명으로 활동을 시작하였으며, 2006년에 온라인 음원사 "천지사단"을 설립하고, 프로젝트 그룹 <Black Face>의 프로듀서를 맡아 작사, 작곡가로 정식 데뷔하였다.
2007년, 이승조 첫번째 싱글 앨범을 제작하였고, 2008년에는 랩퍼 RNP와 함께 "레인비트컴퍼니"라는 힙합 레이블을 설립하였다.
RNP 2.5집 "달콤한 거짓말", 미니 앨범 "In The Rainbeat"를 비롯 "서령"의 싱글 데뷔 앨범 "그리움을 사랑하다." 등 다수의 앨범에 프로듀싱과 작사, 작곡가로 참여하였다.
2010년에는 다시 "천지사단"으로 복귀하여 "비트니스트", "이승조", "와이제이" 등 천지사단 소속 아티스트들의 앨범을 프로듀싱 하였으며 본명인 "천지환"의 이름으로 2011년과 2018년에 피아노 연주앨범을 발표하는 등 작곡가, 음반 프로듀서 외 피아노 연주가로서도 활발한 활동을 이어가고 있다.

## 활동
2019년
- 2019.12.20 -"이승조" - 디지털싱글 - "사랑한다." (작사, 작곡, 프로듀서 참여)
- 2019.02.12 - "제이아워(J-Hour)" - 디지털싱글 - "Piano Story #2 마지막 꿈" (작사, 작곡, 랩, 프로듀서 참여)
- 2019.01.04 - "제이아워(J-Hour)" - 디지털싱글 - "Remember Series" (작사, 작곡, 랩, 프로듀서 참여)

2018년
- 2018.04.16 - "천지환" - 디지털싱글 - "봄의 길목에서" 발표.(작곡, 연주)
- 2018.01.26 - "제이아워(J-Hour)" - 디지털싱글 - "Piano Story #1" (작사, 작곡, 랩, 프로듀서 참여)

2017년
- 2017.06.16 -"이승조" - EP Album - "Sensibility of old times ." (작사, 작곡, 프로듀서 참여)
- 2017.06.02 - "와이제이(YJ)" - 디지털싱글 - "Single No.3" (작사, 작곡, 프로듀서 참여)

2016년
- 2016.08.30 - "제이아워(J-Hour)" - 디지털싱글 - "남자의 사랑은 죽었다" (작사, 작곡, 랩, 프로듀서 참여)
- 2016.08.09 - "김주완" - 디지털싱글 - "Parting Gift" (작사, 작곡, 프로듀서 참여)

2014년
- 2014.08.28 - "와이제이(YJ)" - 디지털싱글 - "님" (작사, 작곡, 프로듀서 참여)
- 2014.05.21 - "제이아워(J-Hour)" - 디지털싱글 - "After The Day" (작사, 작곡, 랩, 프로듀서 참여)
- 2014.01.23 - "제이아워(J-Hour)" - 디지털싱글 - "Last Night" (작사, 작곡, 랩, 프로듀서 참여)
- 2014.01.06 - "와이제이(YJ)" - 디지털싱글 - "여자라서" (작사, 작곡, 랩, 프로듀서 참여)

2012년
- 2012.06.20 -"이승조" - 디지털싱글 - "안녕 내 사랑." (작사, 작곡, 프로듀서 참여)
- 2012.03.02 -"J-Hour(제이아워)" - 디지털싱글 - "Analogue Story." (작사, 작곡, 프로듀서 참여)

2011년
- 2011.12.23 -"J-Hour(제이아워)" - 디지털싱글 - "Tears Of Man." 발표.(작사, 작곡)
- 2011.12.14 -"J-Hour(제이아워)" - 디지털싱글 - "To U." 발표.(작사,곡)
- 2011.11.10 -"J-Hour(제이아워)" - 디지털싱글 - "사랑으로 태어나 이별로 죽다." 발표.(작사, 작곡)
- 2011.09.14 -"천지환" - 디지털싱글 - "시음(詩音)" 발표.(작곡, 연주)
- 2011.06.21 -"RNP" - 디지털싱글 - "너와함께 알엔피블루스" 작사, 작곡. 참여
- 2011.05.31 -"김순년" - 디지털싱글 - "사랑이 이별에게" 작사, 작곡. 참여

2010년
- 2010.12.28 -"이승조" - 디지털싱글 - "Special Acoustic Album" 프로듀서 참여
- 2010.12.09 -"RNP" - 디지털싱글 - "싸움" 수록곡 "싸움" 작곡, 프로듀서 참여
- 2010.11.10 -"이승조" - "My Nocturne2st." 작사, 작곡, 프로듀서 참여
- 2010.01.13 -"비트니스트" - "Narrative Of Man" 작사, 작곡, 프로듀서 참여

2008년
- 2008.12.19 -"RNP" 미니앨범 - "In The Rainbeat" 작곡, 프로듀서 참여
- 2008.12.19 -"서령" - "그리움을 사랑하다." 작사, 작곡, 프로듀서 참여
- 2008.07.23 -"RNP"2.5집 - "달콤한 거짓말" 작사, 작곡, 프로듀서 참여

2007년
- 2007.10.30 -"이승조" - "My Nocturne" 작사, 작곡, 프로듀서 참여

2006년
- 2006.12.08 -"Black Face" - "First Challenge" 작사, 작곡, 프로듀서 참여
- 2006.11.30 -"남상혁" - "Born Again" 작사, 작곡, 프로듀서 참여